# Alfarelos
Alfarelos ist eine Gemeinde (Freguesia) im Kreis (Município) von Soure mit 14,0 km² Fläche und 1269 Einwohnern (Stand 19. April 2021). Daraus ergibt sich eine Bevölkerungsdichte von 90,7 Einwohnern je km².

## Geschichte
Der Ort wurde 1231 unter dem Namen Alfarelas, (auf Deutsch: Unterabschnitt) erstmals schriftlich erwähnt. Es ist nicht belegt, ob der Name sich auf die damalige Anwesenheit der Araber zurückführen lässt. Eine Besiedlung während der Antike lässt sich durch unterirdische Gänge sowie eine alte Römerstraße belegen.
Mit der Erneuerung der Stadtrechte (Foral) für Montemor-o-Velho bestätigte König Manuel I. auch die Zugehörigkeit von Alfarelos zum Kreis Montemor-o-Velho. 1880 wurde die Gemeinde dann Teil des Kreises von Soure. Im April 1928 wurde der Ort zur Vila (Kleinstadt) erhoben.

## Vereine
Sport
- Grupo Desportivo Alfarelense (Sportverein)
- Clube Desportivo Caça e Pesca (Jagd- und Fischereiverein)

Kultur
- Associação 1º de Maio (Theater)
- Grupo folclorico e etnografico de alfarelos (Folklore)
- Filarmónica 15 de Agosto Alfarelense

## Verwaltung
In der Gemeinde Alfarelos liegen folgende Orte:
- Alfarelos
- Apeadeiro
- Casal do Redinho
- Fonte dos Cães
- Santa Isabel
- Quinta de Arnes

## Verkehr

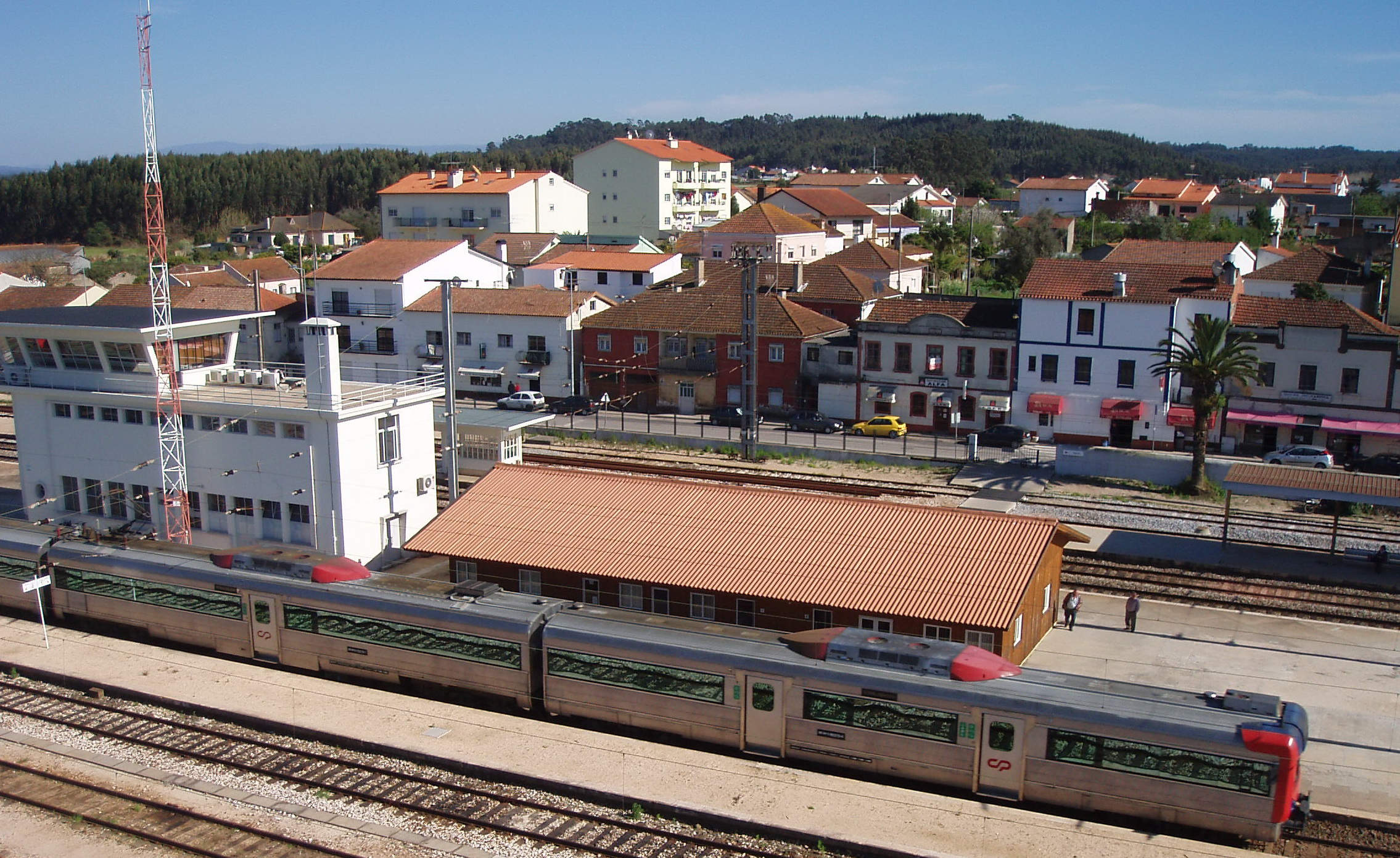
Blick auf den Bahnhof Alfarelos/Granja do Ulmeiro

Alfarelos ist an die Bahnstrecke Linha do Norte (Lissabon–Porto) angeschlossen. Durch die Trasse Ramal de Alfarelos hat der Ort auch Anschluss an die Linha do Oeste mit deren Endstationen Sintra und Figueira da Foz. Obwohl der Bahnhof den Namen des Ortes trägt, befindet er sich tatsächlich im etwa zwei Kilometer entfernten Granja do Ulmeiro.
Am 21. Januar 2013 ereignete sich dort einer der schwersten Unfälle des Landes. Bei dem heftigen Zusammenstoß eines Regionalzuges und eines Intercitys sind 15 Menschen verletzt worden.